# Challenger de Yokohama 2017

El torneo Keio Challenger 2017 fue un torneo profesional de tenis. Pertenece al ATP Challenger Series 2017. Se disputó su 12.ª edición sobre superficie dura, en Yokohama, Japón entre el 27 de febrero al el 5 de marzo de 2017.

## Jugadores participantes del cuadro de individuales
| Favorito | País                                  | Jugador            | Rank1 | Posición en el torneo |
| -------- | ------------------------------------- | ------------------ | ----- | --------------------- |
| 1        | Bandera de Japón                      | Yūichi Sugita      | 114   | CAMPEÓN               |
| 2        | Bandera de Suiza                      | Henri Laaksonen    | 122   | Primera ronda         |
| 3        | Bandera de Corea del Sur              | Lee Duck-hee       | 135   | Primera ronda         |
| 4        | Bandera de Japón                      | Go Soeda           | 136   | Segunda ronda         |
| 5        | Bandera de Eslovenia                  | Grega Žemlja       | 150   | Primera ronda         |
| 6        | Bandera de Bélgica                    | Ruben Bemelmans    | 152   | Segunda ronda         |
| 7        | Bandera de la República Popular China | Zhang Ze           | 157   | Cuartos de final      |
| 8        | Bandera de Australia                  | Andrew Whittington | 164   | Cuartos de final      |

- 1 Se ha tomado en cuenta el ranking del 20 de febrero de 2017.

### Otros participantes
Los siguientes jugadores recibieron una invitación (wild card), por lo tanto ingresan directamente al cuadro principal (WC):
- Sora Fukuda
- Masato Shiga
- Kaito Uesugi
- Yosuke Watanuki

Los siguientes jugadores ingresan al cuadro principal tras disputar el cuadro clasificatorio (Q):
- Brydan Klein
- Kwon Soon-woo
- Blake Mott
- Takuto Niki

## Campeones

### Individual Masculino
- Yūichi Sugita derrotó en la final a  Kwon Soon-woo, 6–4, 2–6, 7–6(2)

### Dobles Masculino
- Marin Draganja /  Tomislav Draganja derrotaron en la final a  Joris De Loore /  Luke Saville, 4–6, 6–3, [10–4]